# Лозовской сельсовет
Лозовской сельсовет — сельское поселение в Баганском районе Новосибирской области Российской Федерации.
Административный центр — село Лозовское.

## История
Статус и границы сельского поселения установлены Законом Новосибирской области от 2 июня 2004 года № 200-ОЗ «О статусе и границах муниципальных образований Новосибирской области».

## Население
| 2002  | 2010  | 2012  | 2013  | 2014  | 2015  | 2016  |
| ----- | ----- | ----- | ----- | ----- | ----- | ----- |
| 2002  | ↘1735 | ↘1703 | ↗1704 | ↘1685 | ↘1677 | ↘1649 |
| 2017  | 2018  | 2019  | 2020  | 2021  |       |       |
| ↘1633 | ↘1626 | ↘1590 | ↘1555 | ↘1529 |       |       |

## Состав сельского поселения
| № | Населённый пункт | Тип населённого пункта       | Население |
| - | ---------------- | ---------------------------- | --------- |
| 1 | Водино           | посёлок                      | ↘198      |
| 2 | Вознесенка       | село                         | ↘727      |
| 3 | Караси           | деревня                      | ↘115      |
| 4 | Лозовское        | село, административный центр | ↘307      |
| 5 | Нижний Баган     | деревня                      | ↘83       |
| 6 | Первомайский     | посёлок                      | ↘166      |
| 7 | Славянка         | село                         | ↘139      |

### Упразднённые населённые пункты
- Новый — упразднённый в 1971 году хутор Вознесенского сельсовета (ныне Лозовской сельсовет).
- Октябрьский — упразднённый в 1971 году хутор Вознесенского сельсовета (ныне Лозовской сельсовет).
- Переселенческий — упразднённый в 1976 году хутор Вознесенского сельсовета (ныне Лозовской сельсовет).
- Эстония — упразднённый в 1971 году посёлок Вознесенского сельсовета (ныне Лозовской сельсовет).